# جورج برنارد أونيل
جورج برنارد أونيل (بالإنجليزية: George Bernard O'Neill)‏ هو رسام أيرلندي، ولد في 17 يوليو 1828 في دبلن في جمهورية أيرلندا، وتوفي في 23 سبتمبر 1917 في لندن في المملكة المتحدة.